# オリオル・ロサーノ
オリオル・ロサーノ・ファラン（Oriol Lozano Farrán, 1981年5月23日 - ）は、スペイン・カタルーニャ州・スダネル出身の元サッカー選手。現役時代のポジションはDF（センターバック）。

## 経歴
セグンダ・ディビシオンのUEリェイダ、ビジャレアルCFからレンタルされたテルセーラ・ディビシオンのCDオンダなどでプレーした。2004年にラシン・サンタンデールのBチームに移籍し、9月19日のビジャレアルCF戦でトップチームデビューした。ラシン・サンタンデールでは2004-05シーズンから準レギュラー的な位置づけが長く、平均して1シーズンに20試合前後に出場している。
2001年にスペインU-20代表に選出されたことがある。